# Thaumalea karakoramica
Thaumalea karakoramica är en tvåvingeart som beskrevs av Schmid 1958. Thaumalea karakoramica ingår i släktet Thaumalea och familjen mätarmyggor.
Artens utbredningsområde är Pakistan. Inga underarter finns listade i Catalogue of Life.